# Deng Lijuan
Deng Lijuan (født 2000) er en kinesisk sportsklatrer .
Hun repræsenterede Kina ved sommer-OL 2024 i Paris, hvor hun vandt sølv i hurtigklatring.